# Alopochen
Alopochen Stejneger, 1885 è un genere di uccelli della famiglia degli Anatidi.

## Tassonomia
Il genere comprende le seguenti specie:
- Alopochen aegyptiaca (Linnaeus, 1766) - oca egiziana
- Alopochen mauritiana (Newton, A & Gadow, 1893) † - casarca di Mauritius
- Alopochen kervazoi (Cowles, 1994) † - casarca di Réunion